# Bromo and Juliet

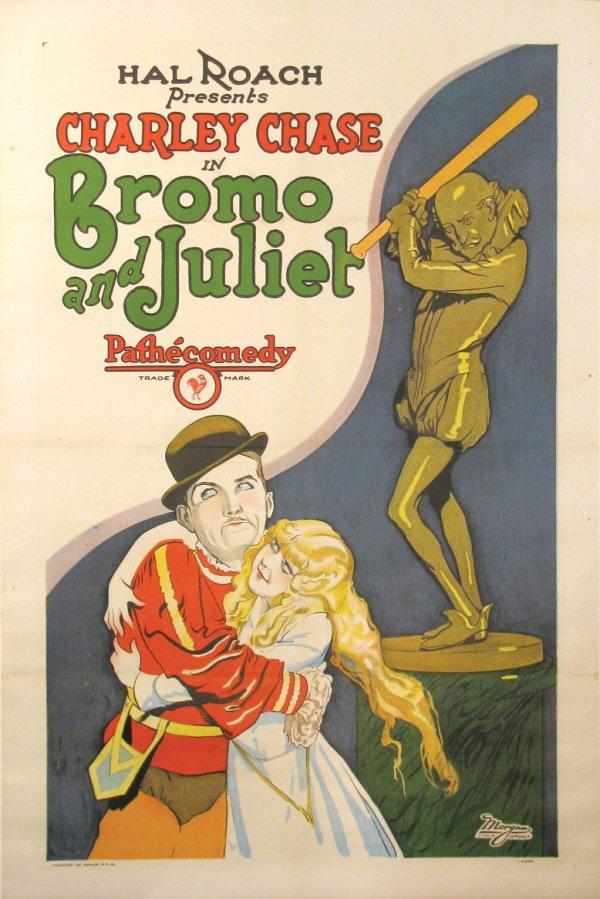
Affiche du film

Bromo and Juliet  est un film américain de Leo McCarey sorti en 1926.

## Synopsis
La fiancée de Charley exige, pour l'épouser, qu'il joue le rôle de Roméo dans une pièce où elle incarne Juliette. Le jour du spectacle, Charley enfile un costume d'époque avec des collants, dans lequel il glisse des éponges pour renforcer ses jambes un peu trop fines. Il est retardé par un chauffeur de taxi qui exige le paiement de 40 dollars de la part de son beau-père, avec qui il est obligé de s’enfuir. Poursuivi par un policier et par le chauffeur de taxi, Charley traverse une pelouse dont l'arrosage automatique fait gonfler les éponges et le rend grotesque. Il finit par arriver au théâtre au moment de la scène du balcon. Ses maladresses et les apparitions du policier font rire le public et ce spectacle si mal parti remporte un succès triomphal.

## Fiche technique
- Titre : Bromo and Juliet
- Réalisation : Leo McCarey
- Assistant réalisation : H.W. Scott
- Scénario : Charles Alphin et H. M. Walker
- Photographie : Len Powers
- Montage : Richard C. Currier
- Producteur : Hal Roach
- Société de production : Hal Roach Studios
- Société de distribution : Pathé Exchange
- Pays d’origine :  États-Unis
- Langue : Anglais
- Format : 1.33 : 1, 35mm, noir et blanc
- Durée : 24 minutes
- Date de sortie : 19 septembre 1926

## Distribution
- Charley Chase : Charley
- Corliss Palmer : Madge
- William Orlamond : Père de Madge
- Oliver Hardy : Conducteur de taxi
- L.J. O'Connor : Policier
- Charlie Hall (non crédité) : le machiniste